# Hoogedijk
Hoogedijk is een buurtschap in de gemeente Terneuzen, in de Nederlandse provincie Zeeland. De buurtschap, in de regio Zeeuws-Vlaanderen, ligt ten westen van Terneuzen en is gelegen aan de "Lovenweg", die voorheen Hoogedijk heette. De buurtschap was vroeger groter dan zij nu is. Vroeger waren er namelijk ook woningen ten noorden van de dijk gevestigd. Deze woningen moesten worden gesloopt om ruimte te maken voor het industriegebied van onder andere de Braakmanhaven, net als de meeste bebouwing van de buurtschap Boerengat. Hoogedijk bestaat nog uit enkele boerderijen, die ver uit elkaar liggen. Ten zuiden van de buurtschap ligt de Achterste kreek.
De postcode van de buurtschap is 4542, de postcode van Hoek.
Steden: Axel · Biervliet · Philippine · Sas van Gent · Terneuzen

Dorpen: Hoek · Koewacht · Overslag · Sluiskil · Spui · Westdorpe · Zaamslag · Zandstraat · Zuiddorpe

Buurtschappen: Den Abeele · Altena · Axelschestraat · Batterij · Berdelingebuurte (deels) · Boerengat · Bontekoe · Boschdorp · Boschdorp · Bouchauterhaven · Cootjesdorp · De Sluis · Driedijk · Driekwart · Drieschouwen · Driewegen · Eendragt · Het Fort · Fort Ferdinandus · Griete · Hasjesstraat · Haven (deels) · Hazelarenhoek · Het Zand · Hoek van de Dijk · Holleken (deels) · Hoogedijk · Isabellahaven · Kampersche Hoek · Kijkuit · Klein Gent · Knol · De Kraag · Kruispad · Kwakkel · Magrette · Mauritsfort · Molenhoek · De Muis · Nieuwemolen · Nieuwlandse Molen · Othene · Oude Molen · Oude Polder · Paradijs · Passluis · Poonhaven · Posthoorn (deels) · De Put · De Ratte · Reedijk · Reuzenhoek · Rijgerij · Roodesluis · Schaapdijk · Schapenbout · Sint Andries · Steenovens · De Sterre · Stoppeldijkveer (deels) · Stroodorpe · Vaartwijk · Vaatje · Val · Varempé · Waterhuis · Watervliet · Wouterij · Wulpenbek · Zaamslagveer · Zandplaat · Zwartenhoek

Streekje: Tweekwart

Historische plaatsen: Axelsche Sassing · Noordhoek · De Stuiver · Triniteit · Vingerling

Zeeland: Steden en dorpen in Zeeland      Nederland: Provincies · Gemeenten